# Brian d'Arcy James
Pour les articles homonymes, voir Brian James, D'Arcy et James.
Brian d'Arcy James est un acteur et musicien américain né le 29 juin 1968.

## Biographie
James est né à Saginaw, dans le Michigan, de Marie (née Kelly), vendeuse de livres pour enfants et de Thomas F. James, un avocat. Son grand-père maternel était Harry Francis Kelly (en), gouverneur du Michigan de 1943 à 1947. Son oncle était Brian Kelly, un acteur vedette dans la série Flipper et le producteur du film Blade Runner. Il a deux sœurs : Kate James et Anne James Noonan ainsi qu'un frère ; Andrew James.
Lorsqu'il joue dans Carousel au Lincoln Center de 1994 à 1995, il y rencontre Jennifer Prescott (elle aussi actrice) avec qui il se marie en 2000 puis a une fille.
James est diplômé de l'Université Northwestern. Il reçoit une nomination pour le Tony Award du meilleur acteur dans une comédie musicale en 2002 pour son interprétation de Sidney Falco dans Sweet Smell of Success. Il reçoit également un Obie Award pour sa performance dans The Good Thief de Conor McPherson.
Il fait ensuite partie de plusieurs troupes de comédies musicales dont Titanic, Carousel et Blood Brothers. Il joue également dans des productions Off-Broadway dont The Wild Party en 2000 pour lequel il reçoit une nomination au Drama Desk, ainsi que dans Floyd Collins et Pardon My English.
En 2004, Brian a sorti un album de Noël intitulé From Christmas Eve to Christmas Morn.
Il joue le rôle de Dan Goodman dans la comédie musicale Next to Normal en 2008. Il joue également aux côtés de Sutton Foster et Christopher Sieber (en) dans Shrek the Musical où il tient le rôle principal. Pour ce rôle, James a remporté le Outer Critics Circle Award pour Meilleur Acteur dans une comédie musicale et le Drama Desk Award pour Meilleur Acteur dans une comédie musicale,. Il a également été nommé pour le Tony Award du meilleur acteur dans une comédie musicale. Il a quitté la troupe après un an dans le rôle et a été remplacé par Ben Crawford.
James joue aux côtés de Laura Linney, Alicia Silverstone et Eric Bogosian dans la pièce Time Stands Still en 2010. Il fait partie du casting de la série télévisée Smash où il tient le rôle de Frank Houston, le mari de Julia, le personnage de Debra Messing.

## Théâtre
Broadway
- Blood Brothers dans l'Ensemble (1993-1995)
- Carousel dans le rôle de plusieurs personnages (1994-1995)
- Titanic dans le rôle de Frederick Barrett (1997-1999)
- Sweet Smell of Success (en) dans le rôle de Sidney (2002)
- Dirty Rotten Scoundrels dans le rôle de Freddy (2006)
- The Lieutenant of Inishmore dans le rôle de Brendan (2006)
- The Apple Tree dans le rôle de plusieurs personnages (2006-2007)
- Shrek the Musical dans le rôle de Shrek (2008-2009)
- Next to Normal dans le rôle de Dan (2010)
- Time Stands Still dans le rôle de James Dodd (2010-2011)
- Macbeth dans le rôle de Banquo (2013)
- Something Rotten! dans le rôle de Nick Bottom (Original Broadway Cast - 2015)
- Hamilton dans le rôle du Roi George III -Remplacement- (2019)
- The Ferryman dans le rôle de Quinn Carney (2019)
- Into the Woods dans le rôle de The Baker (2022-2023)
- Gutenberg ! The Musical dans le rôle du Producteur (2023)
- Days of Wine and Roses dans le rôle de Joe Clay (2024)

Off-Broadway
- Floyd Collins - 1996 Playwrights Horizons
- The Wild Party - 2000 Manhattan Theatre Club
- The Good Thief - 2001 Keen Company/Culture Project
- Pardon My English - 2004 New York City Center Encores! Concert
- Next to Normal - Dan Goodman - 2008 Second Stage Theatre
- Port Authority (en) - 2008 Atlantic Theater Company
- Hamilton - Roi George III - Workshop création (2013) et Off-Broadway (2014 Roundabout Theatre)

Autres scènes
- Les Misérables - Courferyrac / Ensemble - 3e Tournée Américaine 1988-1989
- Into the Wood - The Baker - Ordway Center of performing Arts - 2000

- White Christmas - Bob Wallace - Tournée Régional et Boston - 2024/2005
- Finding Neverland - rôle de J.M Barrie - Workshop 2013

## Filmographie

### Cinéma
- 2015 : Spotlight de Tom McCarthy : Matty Carroll
- 2015 : Sisters de Jason Moore : Jerry
- 2017 : The Secret Man: Mark Felt (Mark Felt: The Man Who Brought Down the White House) de Peter Landesman : Robert Kunkel
- 2017 : Le Grand Jeu (Molly's Game) d'Aaron Sorkin : Bad Brad
- 2017 : 1922 de Zak Hilditch : le shérif Jones
- 2018 : First Man : Le Premier Homme sur la Lune de Damien Chazelle : Joseph Albert Walker
- 2019 : X-Men: Dark Phoenix de Simon Kinberg : le Président des États-Unis
- 2019 : Les Baronnes (The Kitchen) d'Andrea Berloff : Jimmy Brennan
- 2020 : West Side Story de Steven Spielberg : sergent Krupke
- 2023 : She Came to Me de Rebecca Miller
- 2023 : Marchands de douleur (Pain Hustlers) de David Yates
- 2025 : Millers in Marriage d'Edward Burns : Dennis

### Télévision
- 1997 : The City : Mark Lee (5 épisodes)
- 2001 : The Education of Max Bickford (en) : Barry Sheppard/Gary (2 épisodes)
- 2002 : Monday Night Mayhem (en) : Al Michaels (téléfilm)
- 2006 : Rescue Me : Les Héros du 11 septembre : Le vétérinaire (saison 3, épisode 2)
- 2011 : Person of Interest : Wheeler (saison 1, épisode 1)
- 2012 : Game Change : Ted Frank (téléfilm)
- 2012 : The Big C : Tim (3 épisodes)
- 2012 - 2013 : Smash (2012) : Frank Houston (Rôle principal)
- 2013 : It Could Be Worse : Happy (saison 1, épisode 9)
- 2013 : The Good Wife : Detective Nolan (saison 4, épisode 20)
- 2013 : Ironside : Read Whatley (saison 3, épisode 1)
- 2014 : Submissions Only (en) : Bill Broughton (saison 1, épisode 1)
- 2014 : New York, unité spéciale : Adam Brubeck (saison 16, épisode 3)
- 2014 : Hoke : Henry Hickey (téléfilm)
- 2014 : The Funtastix : Andrew
- 2015 : Mozart in the Jungle : Beethoven (saison 2, épisode 9)
- 2016 : Civil : Graham Beller (téléfilm)
- 2017 : Manhunt (série télévisée) : Professeur Henry Murray (saison 1, épisode 6)
- 2017-2018 : 13 Reasons Why : Andy Baker (saisons 1-2, rôle récurrent puis principal)
- 2019 : Last Week Tonight with John Oliver : L'avocat (saison 6, épisode 29)
- 2020 : Devs : Anton (saison 1, épisode 2)
- 2020 : The Comey Rule (mini-série) : Mark Giuliano (2 épisodes)
- 2021 : Hawkeye : Derek Bishop (saison 1, épisode 1)
- 2021 :  Centaurworld (en) : The General (voix) (3 épisodes)
- 2021-2024 : Evil :  Victor LeConte (saisons 2-4, rôle récurrent)
- 2022 : How We Roll (en) : Producteur exécutif
- 2023 : N'oublie pas de vivre : Bruce Adler (Rôle récurrent)
- 2023 : Love and Death (mini-série) : Dr. Fred Fason (2 épisodes)
- 2023 : Captain Fall (en) : voix additionnelles (saison 1, épisode 1)

## Distinctions
Brian d'Arcy James est nommé à de nombreuses reprises tout au long de sa carrière, principalement pour ses rôles dans des pièces de théâtre et comédies musicales. Néanmoins il reçoit son plus grand nombre de récompenses sur une seul œuvre avec le reste de la distribution du film Spotlight.

### Récompenses
- Drama Desk Awards 2009 : Meilleur acteur dans une comédie musicale (en) pour Shrek the Musical
- Outer Critics Circle Awards 2009 : Meilleur acteur dans une comédie musicale pour Shrek the Musical
- Grammy Awards 2023 : Meilleur album de comédie musicale pour Into the Woods
- Drama Desk Awards 2024 : Meilleur acteur principal dans une comédie musicale (en) pour Days of Wine and Roses (en)

Récompenses en tant que membre de la distribution d'un film
- Gotham Independent Film Awards 2015 : Meilleure performance de groupe pour Spotlight
- Film Independent's Spirit Awards 2015 : Robert Altman Award pour Spotlight
- Satellite Awards 2015 : Meilleure distribution dans un film pour Spotlight
- Boston Online Film Critics Association 2015 : Meilleure distribution pour Spotlight
- Boston Society of Film Critics 2015 : Meilleure distribution pour Spotlight
- Washington DC Area Film Critics Association 2015 : Meilleure distribution pour Spotlight
- Detroit Film Critics Society 2015 : Meilleure distribution pour Spotlight
- Las Vegas Film Critics Society 2015 : Meilleure distribution pour Spotlight
- New York Film Critics Online 2015 : Meilleure distribution pour Spotlight
- Phoenix Film Critics Society 2015 : Meilleure distribution pour Spotlight
- Southeastern Film Critics Award 2015 : Meilleure distribution pour Spotlight
- Florida Film Critics Circle 2015 : Meilleure distribution pour Spotlight
- Nevada Film Critics Society 2015 : Meilleure distribution pour Spotlight
- Screen Actors Guild Awards 2016 : Meilleure performance d'équipe pour Spotlight
- Critics' Choice Movie Awards 2016 : Meilleure distribution pour Spotlight
- Alliance of Women Film Journalists 2016 : Meilleure distribution pour Spotlight
- Central Ohio Film Critics Association Awards 2016 : Meilleure distribution pour Spotlight
- Georgia Film Critics Association 2016 : Meilleure distribution pour Spotlight

### Nominations
- Drama Desk Awards 2000 : Meilleur acteur dans une comédie musicale (en) pour The Wild Party (en)
- Drama Desk Awards 2001 : Meilleur performance en solo (en) pour The Good Thief
- Drama Desk Awards 2002 : Meilleur second rôle masculin dans une comédie musicale (en) pour Sweet Smell of Success (en)
- Tony Awards 2002 : Meilleur second rôle masculin dans une comédie musicale pour Sweet Smell of Success (en)
- Drama League Awards 2008 : Prix de la meilleure performance pour Next to Normal
- Drama Desk Awards 2008 : Meilleur acteur dans une comédie musicale (en) pour Port Authority (en)
- Tony Awards 2009 : Meilleur acteur dans une comédie musicale pour Shrek the Musical
- Drama League Awards 2009 : Prix de la meilleure performance pour Shrek the Musical
- Drama Desk Awards 2012 : Meilleur acteur dans une comédie musicale (en) pour Giant (en)
- Drama Desk Awards 2015 : Meilleur acteur dans une comédie musicale (en) pour Something Rotten!
- Tony Awards 2015 : Meilleur acteur dans une comédie musicale pour Something Rotten!
- Outer Critics Circle Awards 2015 : Meilleur acteur dans une comédie musicale pour Something Rotten!
- Drama League Awards 2015 : Prix de la meilleure performance pour Something Rotten!
- Lucille Lortel Awards (en) 2015 : Meilleur second rôle masculin dans une comédie musicale pour Hamilton
- San Diego Film Critics Society 2016 : Meilleure distribution pour Spotlight
- Grammy Awards 2016 : Meilleur album de comédie musicale pour Something Rotten!
- Tony Awards 2023 : Meilleur acteur dans une comédie musicale pour Into the Woods
- Film Independent's Spirit Awards 2023 :  Meilleure performance dans un second rôle pour The Cathedral (en)
- Tony Awards 2024 : Meilleur acteur dans une comédie musicale pour Days of Wine and Roses (en)
- Outer Critics Circle Awards 2024 : Meilleur acteur principal dans une comédie musicale  pour Days of Wine and Roses (en)